# Meesterklasse schaken 2018/19
De Meesterklasse is de hoogste schaakcompetitie voor schaakverenigingen in Nederland. De competitie wordt georganiseerd onder auspiciën van de Koninklijke Nederlandse Schaakbond. Hier wordt het seizoen 2018-2019 beschreven van de Meesterklasse.
De competitie wordt gespeeld in een halve competitie. Elke vereniging speelt 1 keer tegen een andere vereniging. Bij een schaakwedstrijd tussen vereniging heeft de thuisspelende ploeg wit op de even-borden. Dus op bord 2, 4, 6, 8 en 10. Een overwinning betekent twee matchpunten (MP) terwijl BP het aantal behaalde bordpunten betekent.
LSG IntelliMagic werd één ronde voor het einde landskampioen. De Stukkenjagers en Zuid-Limburg zijn gedegradeerd naar de Eerste Klasse.

## Teams
| Vereniging          | Plaats                |
| ------------------- | --------------------- |
| Charlois Europoort  | Rotterdam             |
| HWP Sas van Gent    | Sas van Gent          |
| BSG                 | Bussum                |
| Stukkenjagers       | Tilburg               |
| HMC Calder          | 's-Hertogenbosch      |
| LSG                 | Leiden                |
| Kennemer Combinatie | Haarlem               |
| En Passant          | Bunschoten-Spakenburg |
| Homburg Apeldoorn   | Apeldoorn             |
| Zuid-Limburg        | Klimmen (Limburg)     |

## Eindstand
|                      | MP | BP   | LSG | HMC Calder | Kennemer Combinatie | En Passant | BSG | Schaakstad Apeldoorn | HWP Sas van Gent | Charlois Europoort | Zuid-Limburg | Stukkenjagers |
| -------------------- | -- | ---- | --- | ---------- | ------------------- | ---------- | --- | -------------------- | ---------------- | ------------------ | ------------ | ------------- |
| LSG                  | 14 | 49   |     | 4          | 2                   | 6½         | 5½  | 5½                   | 6                | 6½                 | 6            | 7             |
| HMC Calder           | 13 | 46.5 | 6   |            | 6½                  | 2½         | 5   | 5½                   | 5½               | 4                  | 6            | 5½            |
| Kennemer Combinatie  | 12 | 53.5 | 8   | 3½         |                     | 4½         | 7   | 4½                   | 8½               | 6                  | 5½           | 6             |
| En Passant           | 11 | 45   | 3½  | 7½         | 5½                  |            | 2½  | 5                    | 6                | 5½                 | 4            | 5½            |
| BSG                  | 10 | 50   | 4½  | 5          | 3                   | 7½         |     | 7½                   | 6½               | 3½                 | 7½           | 5             |
| Schaakstad Apeldoorn | 9  | 45.5 | 4½  | 4½         | 5½                  | 5          | 2½  |                      | 4½               | 6                  | 5½           | 7½            |
| HWP Sas van Gent     | 8  | 41.5 | 4   | 4½         | 1½                  | 4          | 3½  | 5½                   |                  | 5½                 | 5½           | 7½            |
| Charlois Europoort   | 7  | 46   | 3½  | 6          | 4                   | 4½         | 6   | 2½                   | 4½               |                    | 8            | 5             |
| Zuid-Limburg         | 4  | 37.5 | 4   | 4          | 4½                  | 6          | 2½  | 4½                   | 4½               | 2                  |              | 5½            |
| Stukkenjagers        | 2  | 35.5 | 3   | 4½         | 4                   | 4½         | 5   | 2½                   | 2½               | 5                  | 4½           |               |

## Wedstrijden
Ronde 1 - 15 september 2018
Zuid-Limburg - LSG IntelligMagic            4  - 6
Kennemer Combinatie - HMC Den Bosch         6  - 4
En Passant - De Stukkenjagers               5½ - 4½
MuConsult Apeldoorn - BSG                   2½ - 7½
Charlois Europoort - HWP Sas van Gent       4½ - 5½
Ronde 2 - 6 oktober 2018
HWP Sas van Gent - Zuid-Limburg 5½ - 4½
BSG - Charlois Europoost 3½ - 6½
De Stukkenjagers - MuConsult Apeldoorn 2½ - 7½
HMC Den Bosch - En Passant 2½ - 7½
LSG IntelliMagic - Kennemer Combinatie 2 - 8
Ronde 3 - 3 november 2018
Zuid-Limburg - Kennemer Combinatie 4½ - 5½
En Passant - LSG IntelliMagic 3½ - 6½
MuConsult Apeldoorn - HMC Den Bosch 4½ - 5½
Charlois Europoort - De Stukkenjagers 5 - 5
HWP Sas van Gent - BSG 3½ - 6½
Ronde 4 - 24 november 2018
BSG - Zuid-Limburg 7½ - 2½
De Stukkenjagers - HWP Sas van Gent 2½ - 7½
HMC Den Bosch - Charlois Europoort 4 - 6
LSG IntelliMagic - MuConsultApeldoorn 5½ - 4½
Kennemer Combinatie - En Passant 4½ - 5½
Ronde 5 - 15 december 2018
Zuid-Limburg -	En Passant 	6 - 4
MuConsult Apeldoorn - Kennemer Combinatie 	5½ - 4½
Charlois Europoort - LSG IntelliMagic 	3½ - 6½
HWP Sas van Gent - HMC Den Bosch 	4½ - 5½
BSG - De Stukkenjagers 	5 - 5
Ronde 6 - 9 februari 2019
De Stukkenjagers - Zuid-Limburg 4½ - 5½
HMC Den Bosch - BSG 5 - 5
LSG IntelliMagic - HWP Sas van Gent 6 - 4
Kennemer Combinatie - Charlois Europoort 6 - 4
En Passant - MuConsult Apeldoorn 5 - 5
Ronde 7 - 16 maart 2019
Zuid-Limburg - MuConsult Apeldoorn 4½ - 5½
Charlois Europoort - En Passant 4½ - 5½
HWP Sas van Gent - Kennemer Combinatie 1½ - 8½
BSG - LSG IntelligMagic 4½ - 5½
De Stukkenjagers - HMC Den Bosch 4½ - 5½
Ronde 8 - 13 april 2019
HMC Den Bosch - Zuid-Limburg 6 - 4
LSG IntelliMagic - De Stukkenjagers 7 - 3
Kennemer Combinatie - BSG 7 - 3
En Passant - HWP Sas van Gent 6 - 4
MuConsult Apeldoorn - Charlois Europoort 6 - 4
Ronde 9 - 11 mei 2019
Charlois Europoost - Zuid-Limburg 8 - 2
HWP Sas van Gent - MuConsult Apeldoorn 5½ - 4½
BSG - En Passant 7½ - 2½
De Stukkenjagers - Kennember Combinatie 4 - 6
HMC Den Bosch - LGS IntelliMagic 6 - 4

## Beste individuele scores
| #  | Naam               | ELO  | # | Pt. | TPR  | W-We | KV |
| -- | ------------------ | ---- | - | --- | ---- | ---- | -- |
| 1  | Wouter Spoelman    | 2563 | 9 | 8   | 2652 | 1.08 | 0  |
| 2  | Roger Meng         | 2443 | 9 | 7   | 2603 | 1.76 | 1  |
| 3  | Erik van den Doel  | 2606 | 8 | 6½  | 2667 | 0.65 | 2  |
| 4  | Max Warmerdam      | 2470 | 9 | 6½  | 2623 | 1.69 | 1  |
| 5  | Ruud Janssen       | 2502 | 9 | 6½  | 2605 | 1.13 | 1  |
| 6  | Jorden van Foreest | 2608 | 7 | 6   | 2702 | 0.8  | -1 |
| 7  | Martijn Dambacher  | 2498 | 8 | 6   | 2607 | 1.03 | 2  |
| 8  | Nico Zwirs         | 2398 | 9 | 6   | 2517 | 1.34 | 1  |
| 9  | Edwin van Haastert | 2445 | 9 | 6   | 2503 | 0.72 | 5  |
| 10 | Jasel Lopez        | 2399 | 9 | 6   | 2491 | 1.01 | -1 |